# 중추원 (고려)
중추원(中樞院)은 고려 때 왕명의 출납·궁중의 숙위(宿衛)·군기(軍機) 등을 맡아보던 관청이다. 1095년 추밀원(樞密院)으로 이름을 고쳤다. 1308년(충렬왕 34)에 폐지되었다가 1309년(충선왕 1) 다시 설치하였다.

## 개요
당초에는 송나라 추밀원(樞密院)을 모방하여서 991년(성종 10)에 중추원을 설치하여 숙위를 맡아보게 했는데 1009년(목종 12)에 중추원·은대(銀臺)·남북원(南北院)을 폐지하고 중대성(中臺省)을 두어 비로소 왕명의 출납·숙위·군기 등을 맡아보게 하고 사(使)·부사(副使)·직중대(直中臺)·겸직중대(兼直中臺) 등을 두었다.

## 구성
고려시대의 중추원은 1011년(현종 2) 중대성을 폐지하고 다시 중추원으로 개칭하였다. 문종 때 판원사(判院事 : (종2품) 2인, 원사(종2품) 2인, 지원사(知院使 : 종2품) 1인, 동(同) 지원사(종2품) 1인, 부사 (副使 : 종3품) 2인, 첨서원사(簽書院事 : 정3품) 1인, 직학사(直學士 : 정3품) 1인, 지주사(知奏事 : 종3품) 1인, 좌부승선(정3품) 1인, 우부승선(정3품) 1인, 당후관(堂後官 : 정7품) 2인을 두었다. 1095년(헌종 1)에는 중추원을 추밀원(樞密院)으로 고쳤다.
1275년(충렬왕 1)에 밀직사(密直司)로 개칭하고, 1276년에 승선을 승지(承旨)로 개칭하고, 1298년(충렬왕 24)에는 광정원(光正院)이라 고치고 사(使 : 종1품), 동지원사(정2품), 부사(종2품), 첨(僉)원사(정3품), 동첨원사(종3품), 도승지(都承旨 : 종5품), 승지(종6품), 부승지(종6품), 계의관(計議官 : 종7품), 계의참군(計議參軍 : 정8품) 등의 관리를 두었는데 곧 밀직사로 환원하고 사사(종2품) 1인, 지부사(知府事 : 종2품) 2인, 동지사(종2품) 3인, 좌승지(정3품) 1인, 우승지(정3품) 1인, 좌부승지(정3품) 1인, 우부승지(정3품) 1인, 당후관(정7품) 등의 관리를 두었다.
1308년(충렬왕 34)에 이것을 폐하였다가 1309년(충선왕 1)에 다시 설치하고 여기에 판사사(判司事)를 가설(加設)하였다. 1310년에 밀직사의 관질(官秩)을 높여서 첨의부(僉議府)와 함께 양부(兩府)라 불렀고 승지를 대언(代言)으로 고쳤다. 1311년(충선왕 3)에는 부사를 품계를 정3품으로 낮추고, 1354(공민왕 3) 판사사·지신사(知申事)·대언을 녹관(祿官)으로 하고, 1356년(공민왕 5)에 추밀원이라 고쳐 문조 때의 구제도로 복귀하였는데 1362년(공민왕 11)에는 밀직사로 고치고 종2품의 판사사·사사·지사사·첨서사사·동지사사 및 정3품인 좌우대언·좌우부대언을 두었다.
1369년(공민왕 18)에는 첨서(簽書)를 정3품으로 강등시키고 제학(提學)을 학사(學士)로 고치고 대언을 승선으로 고치고 뒤에 다시 학사를 제학으로 고치고 승선을 대언으로 고쳤다. 밀직사의 이속(吏屬)은 문종 때 별가(別駕) 10인, 주사(主事) 10인, 시(試)별가 2인, 영사(令史) 2인, 기관(記官) 8인, 통인(通引) 4인을 두었다.

## 명칭의 변경
| 연대   | 이름           |
| ------ | -------------- |
| 991년  | 중추원(中樞院) |
| 1095년 | 추밀원(樞密院) |
| 1275년 | 밀직사(密直司) |
| 1298년 | 광정원(光政院) |
| 1298년 | 밀직사(密直司) |
| 1356년 | 추밀원(樞密院) |

## 같이 보기
- 고려의 중앙 관제
- 중추원 (조선)